# Schizoplasmodiidae
Famille
Les Schizoplasmodiidae sont une famille d'amibes de l’ordre des Fractovitellida (classe des Variosea).

## Étymologie
Le nom de la famille vient du genre type Schizoplasmodium, composé de schizo (du grec ancien σχίζω / skhízô, « séparer, partager »), et plasmodium, par allusion au Plasmodium, protozoaire de la famille des Plasmodiidae, littéralement « Plasmodium partagé »

## Liste des genres
Selon IRMNG (4 mars 2025), GBIF (4 mars 2025) et The Taxonomicon (4 mars 2025) :
- Ceratiomyxella L.S. Olive & C. Stoianovitch, 1971
- Nematostelium L.S. Olive & C. Stoianovitch in L.S. Olive, 1970
- Schizoplasmodium L.S. Olive & C. Stoianovitch, 1966

## Systématique
La famille des Schizoplasmodiidae a été créée en 2012 par Lora Shadwick (d) et Frederick W. Spiegel (d) dans une publication de Sina M. Adl (d) et al..
Schizoplasmodiidae Shadwick & Spiegel, 2012 a pour synonyme : Schizoplasmodiidae Cavalier-Smith, 2013.

### Publication originale
- (en) Sina M Adl, Alastair G B Simpson, Christopher E. Lane, Julius Lukeš, David Bass, Samuel S. Bowser, Matthew W Brown, Fabien Burki, Micah Dunthorn, Vladimir Hampl, Aaron Heiss, Mona Hoppenrath, Enrique Lara, Line Le Gall, Denis H Lynn, Hilary McManus, Edward A D Mitchell, Sharon E. Mozley-Stanridge, Laura W Parfrey, Jan Pawlowski, Sonja Rueckert, Laura Shadwick, Conrad L Schoch, Alexeï Valeryevich Smirnov et Frederick W Spiegel, « The Revised Classification of Eukaryotes », Journal of Eukaryotic Microbiology, International Society of Protistologists, vol. 59, no 5,‎ 1er septembre 2012, p. 429-493 (ISSN 1066-5234 et 1550-7408, PMID 23020233, PMCID 3483872, DOI 10.1111/J.1550-7408.2012.00644.X, lire en ligne).[note 1]